# Olympische Sommerspiele 2012/Leichtathletik – 200 m (Männer)

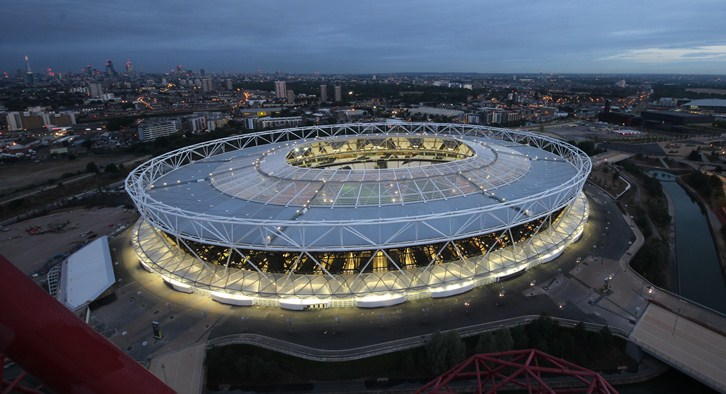
Das Olympiastadion von London im Jahr 2015

Der 200-Meter-Lauf der Männer bei den Olympischen Spielen 2012 in London wurde am 7., 8. und 9. August 2012 im Olympiastadion London ausgetragen. 54 Athleten nahmen teil.
Olympiasieger wurde der Jamaikaner Usain Bolt. Er gewann vor seinen Landsleuten Yohan Blake und Warren Weir.
Amaru Reto Schenkel und Alex Wilson gingen für die Schweiz an den Start. Schenkel schied in der Vorrunde aus, Wilson im Halbfinale.
Athleten aus Deutschland, Österreich und Liechtenstein nahmen nicht teil.

## Aktuelle Titelträger
| Olympiasieger                      | Usain Bolt ( Jamaika)           | 19,30 s | Peking 2008       |
| Weltmeister                        | Usain Bolt ( Jamaika)           | 19,40 s | Daegu 2011        |
| Europameister                      | Churandy Martina ( Niederlande) | 20,42 s | Helsinki 2012     |
| Zentralamerika und Karibik-Meister | Michael Mathieu ( Bahamas)      | 20,60 s | Mayagüez 2011     |
| Südamerika-Meister                 | Daniel Grueso ( Kolumbien)      | 20,90 s | Buenos Aires 2011 |
| Asienmeister                       | Femi Ogunode ( Katar)           | 20,41 s | Kōbe 2011         |
| Afrikameister                      | Ben Youssef Meïté ( Südafrika)  | 20,62 s | Porto-Novo 2012   |
| Ozeanienmeister                    | Roy Ravana Junior ( Fidschi)    | 21,66 s | Cairns 2012       |

## Rekorde

### Bestehende Rekorde
| Weltrekord         | Usain Bolt ( Jamaika) | 19,19 s | Berlin, Deutschland                   | 20. August 2009 |
| Olympischer Rekord | Usain Bolt ( Jamaika) | 19,30 s | Finale OS Peking, Volksrepublik China | 20. August 2008 |

Der bestehende olympische Rekord wurde bei diesen Spielen nicht erreicht. Die schnellste Zeit erzielte der jamaikanische Olympiasieger Usain Bolt mit 19,32 s im Finale am 9. August bei einem Rückenwind von 0,4 m/s. Damit verfehlte er seinen eigenen Rekord lediglich um zwei Hundertstelsekunden. Zu seinem eigenen Weltrekord fehlten ihm dreizehn Hundertstelsekunden.

### Rekordverbesserungen
Es wurden zwei Landesrekorde neu aufgestellt.
- 20,93 s – Sibusiso Matsenjwa (Swasiland), dritter Vorlauf am 7. August bei einem Rückenwind von 1,1 m/s
- 20,93 s – Álex Quiñónez (Ecuador), sechster Vorlauf am 7. August bei einem Rückenwind von 0,7 m/s

## Qualifikationsgrundlagen
Jedes NOK konnte bis zu drei Athleten nominieren, die die von der IAAF festgesetzte Qualifikationszeit von 20,55 Sekunden (A-Standard) bei einer während der Qualifikationszeit abgehaltenen Wettkampf liefen. Sollte kein Athlet eines NOKs den A-Standard schaffen, konnte das betreffende NOK einen Athleten nominieren, der den B-Standard von 20,65 Sekunden geschafft hatte. Unbeachtet der gelaufenen Zeiten konnten die NOKs, deren Athleten weder den A- noch den B-Standard erreichten, einen Sportler nominieren.

## Vorläufe
Es wurden sieben Vorläufe durchgeführt. Für das Halbfinale qualifizierten sich pro Lauf die ersten drei Athleten (hellblau unterlegt). Darüber hinaus kamen die drei Zeitschnellsten, die sogenannten Lucky Loser (hellgrün unterlegt), weiter.
Die schnellste in den Vorläufen gelaufene Zeit war 20,28 s in Lauf sechs. Mit dieser Zeit verbesserte der Ecuadorianer Álex Quiñónez den nationalen Rekord. Die langsamste Zeit, die für das Erreichen des Halbfinales erzielt wurde, waren 20,72 s. Mit dieser Zeit erreichten Kei Takase aus Japan und der Kanadier Jared Connaughton in Lauf sieben die nächste Runde.
Anmerkung:
 Alle Uhrzeiten dieses Beitrags sind nach der Ortszeit London (UTC±0) angegeben.

### Vorlauf 1

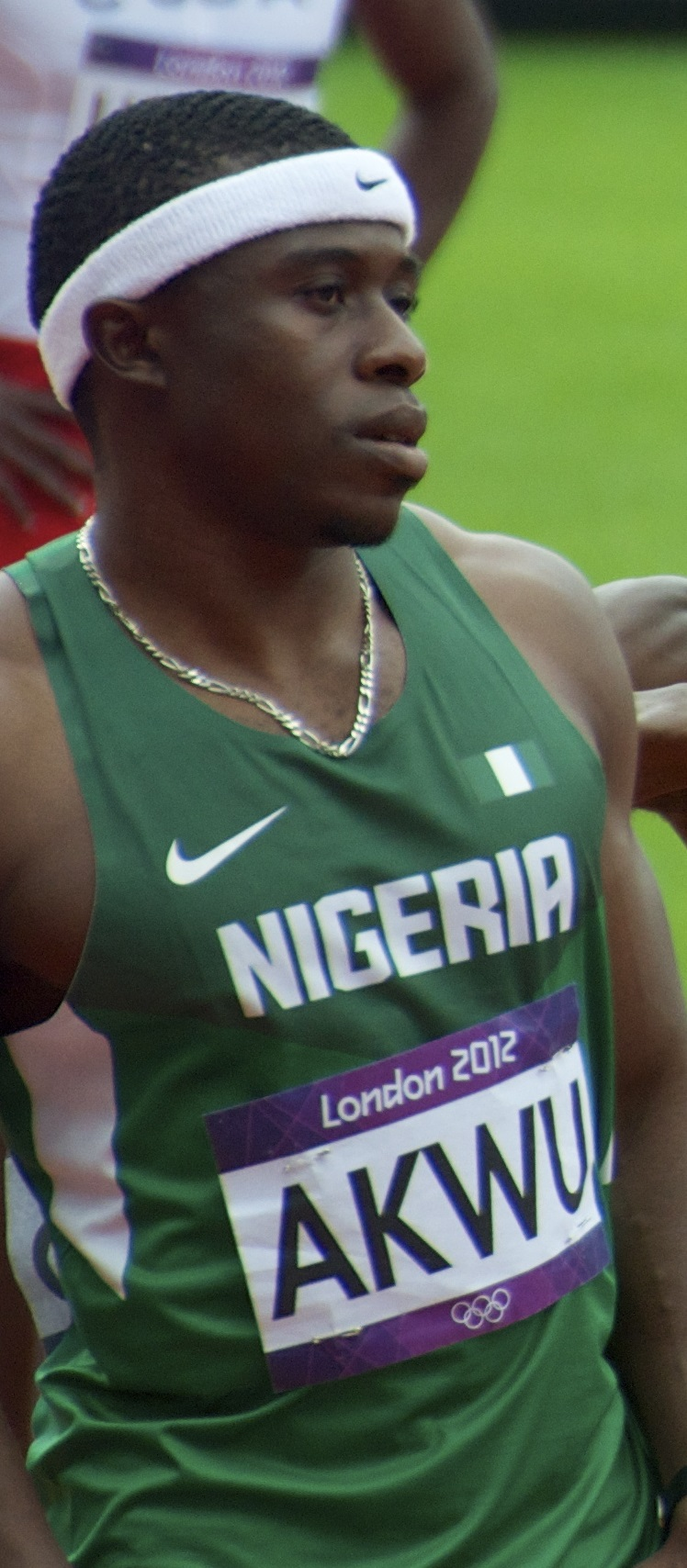
Noah Akwu – ausgeschieden als Fünfter des ersten Vorlaufs

7. August 2012, 11:50 Uhr

Wind: +0,9 m/s
| Platz | Name                    | Nation      | Zeit (s) |
| ----- | ----------------------- | ----------- | -------- |
| 1     | Usain Bolt              | Jamaika     | 20,39    |
| 2     | Aldemir da Silva Júnior | Brasilien   | 20,53    |
| 3     | Isiah Young             | USA         | 20,55    |
| 4     | Alex Wilson             | Schweiz     | 20,57    |
| 5     | Noah Akwu               | Nigeria     | 20,67    |
| 6     | Michael Herrera         | Kuba        | 21,05    |
| 7     | Wjatscheslaw Murawjow   | Kasachstan  | 21,75    |
| 8     | Jidou el-Moctar         | Mauretanien | 22,94    |

### Vorlauf 2

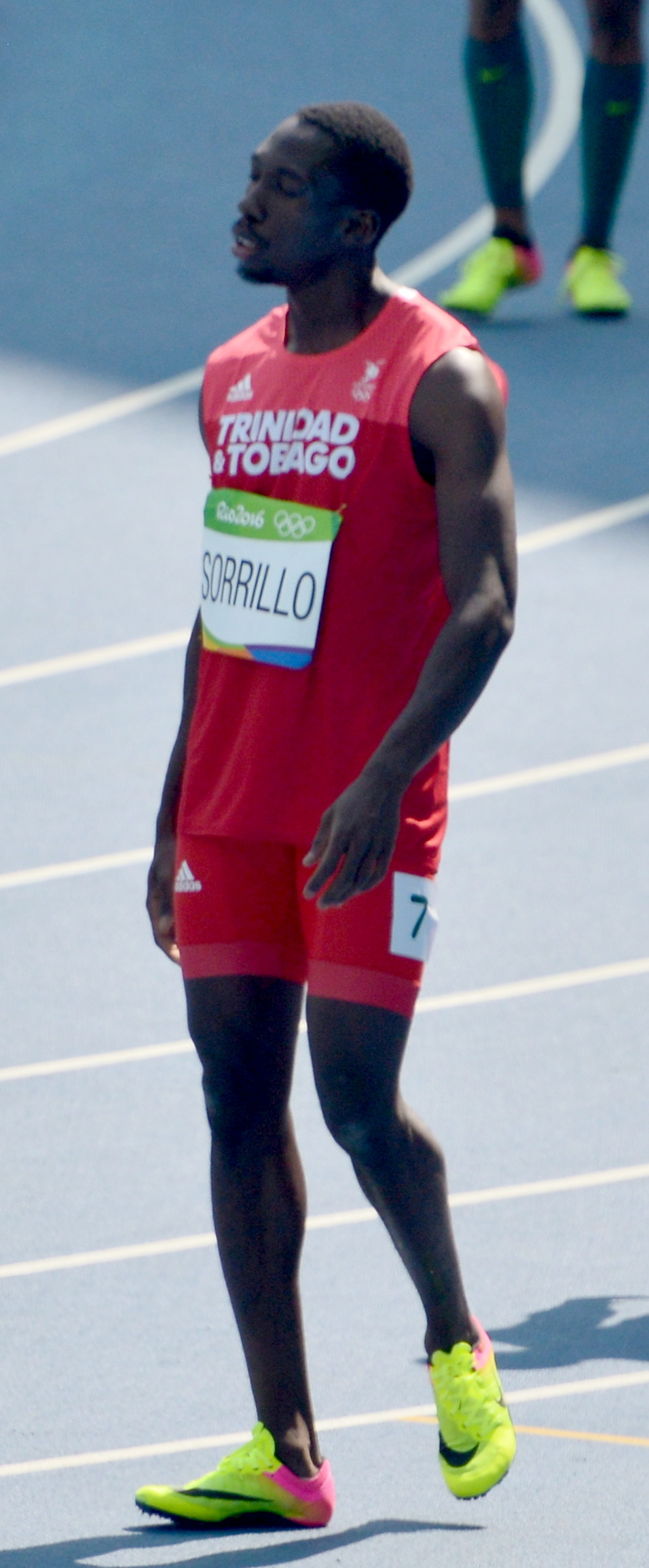
Rondel Sorrillo – ausgeschieden als Fünfter des zweiten Vorlaufs

7. August 2012, 11:58 Uhr

Wind: −0,1 m/s
| Platz | Name                        | Nation                  | Zeit (s) |
| ----- | --------------------------- | ----------------------- | -------- |
| 1     | Christophe Lemaitre         | Frankreich              | 20,34    |
| 2     | Anaso Jobodwana             | Südafrika               | 20,46    |
| 3     | Aaron Brown                 | Kanada                  | 20,55    |
| 4     | Lykourgos-Stefanos Tsakonas | Griechenland            | 20,56    |
| 5     | Rondel Sorrillo             | Trinidad und Tobago     | 20,76    |
| 6     | Carlos Jorge                | Dominikanische Republik | 21,02    |
| 7     | Cristián Reyes              | Chile                   | 21,29    |
| 8     | Ibrahim Turay               | Sierra Leone            | 21,90    |

### Vorlauf 3

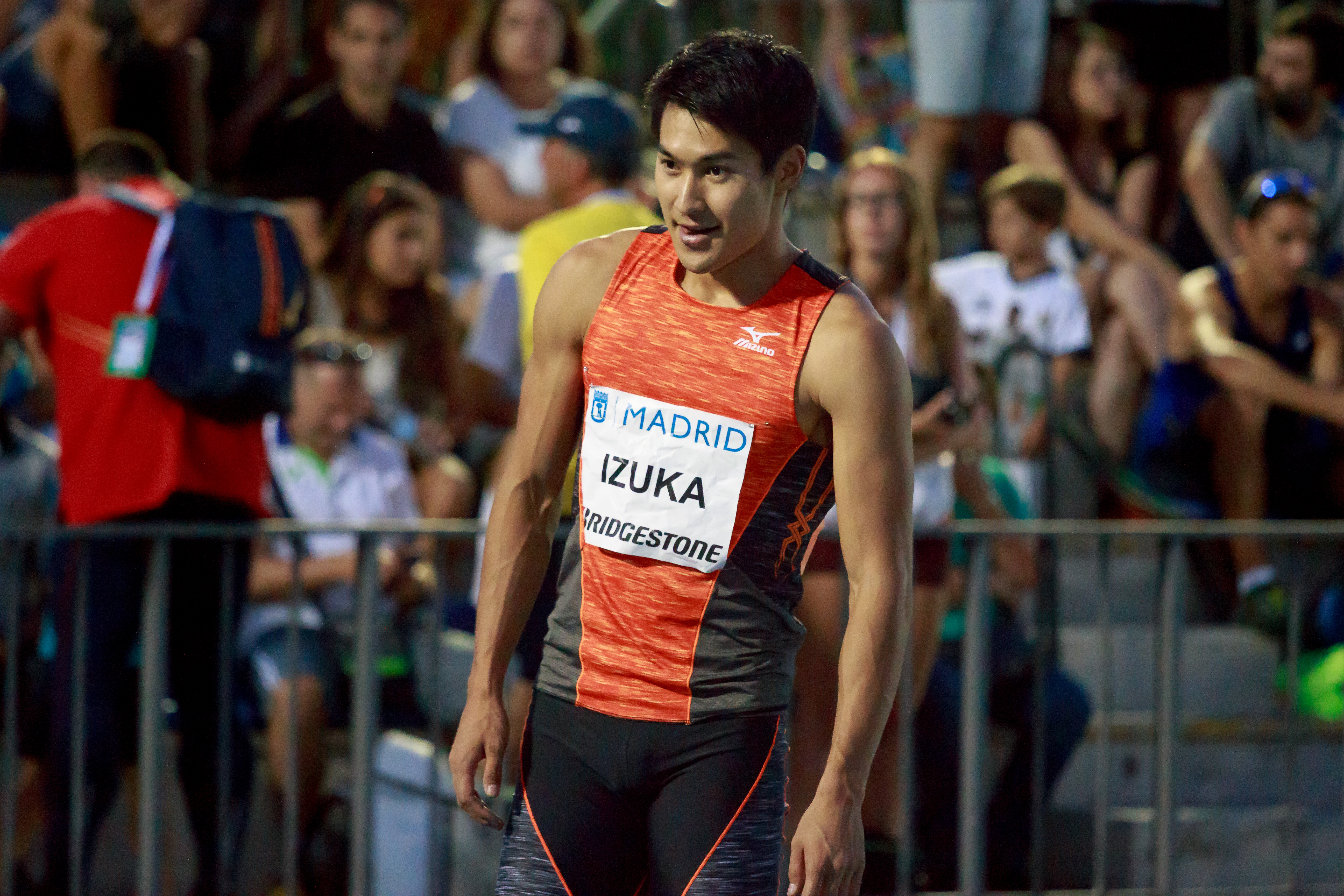
Shōta Iizuka – ausgeschieden als Fünfter des dritten Vorlaufs
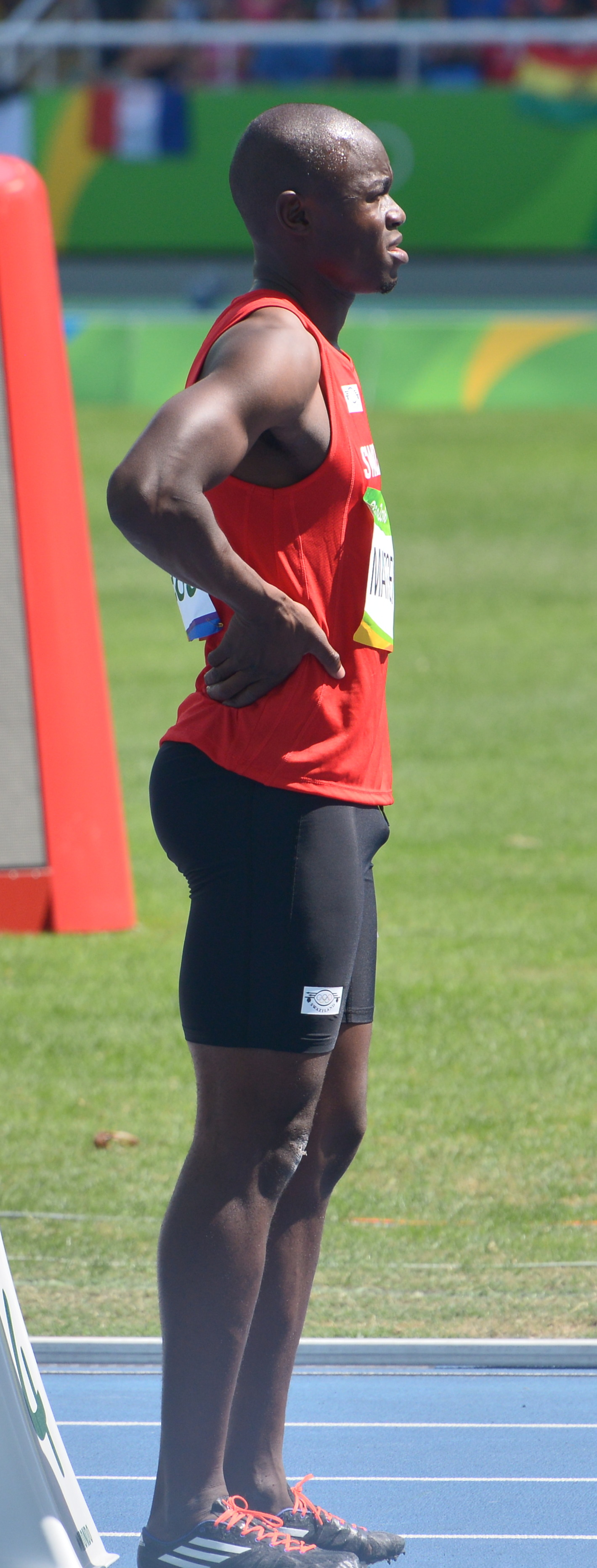
Sibusiso Matsenjwa schied trotz neuen Landesrekords für Swasiland als Sechster des dritten Vorlaufs aus

7. August 2012, 12:06 Uhr

Wind: +1,1 m/s
| Platz | Name                | Nation         | Zeit (s) | Anmerkung |
| ----- | ------------------- | -------------- | -------- | --------- |
| 1     | Maurice Mitchell    | USA            | 20,54    |           |
| 2     | Christian Malcolm   | Großbritannien | 20,59    |           |
| 3     | Michael Mathieu     | Bahamas        | 20,62    |           |
| 4     | Roberto Skyers      | Kuba           | 20,66    |           |
| 5     | Shōta Iizuka        | Japan          | 20,81    |           |
| 6     | Sibusiso Matsenjwa  | Swasiland      | 20,93    | NR        |
| 7     | José Carlos Herrera | Mexiko         | 21,17    |           |
| 8     | Joel Redhead        | Grenada        | 21,22    |           |

### Vorlauf 4

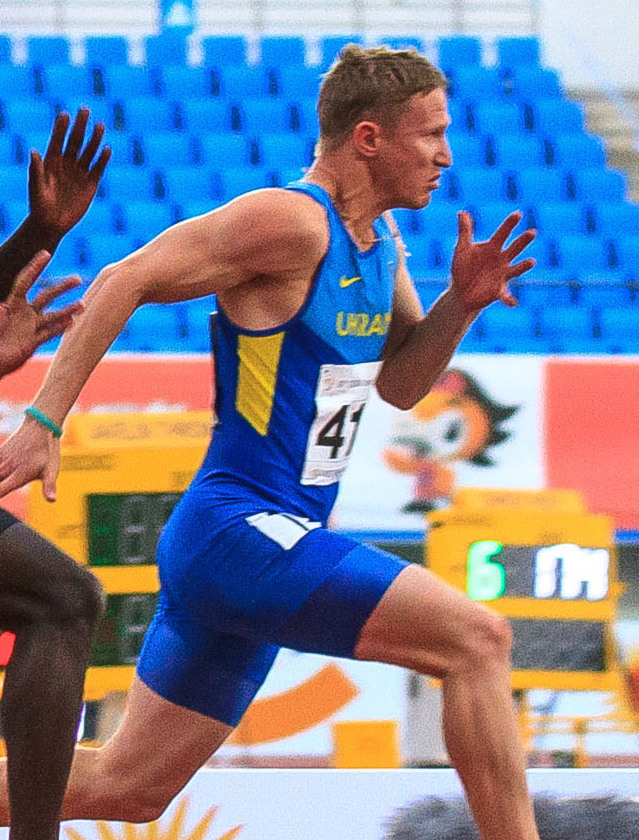
Serhij Smelyk – ausgeschieden als Vierter des vierten Vorlaufs
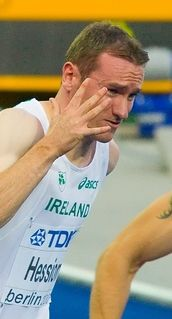
Paul Hession – ausgeschieden als Fünfter des vierten Vorlaufs
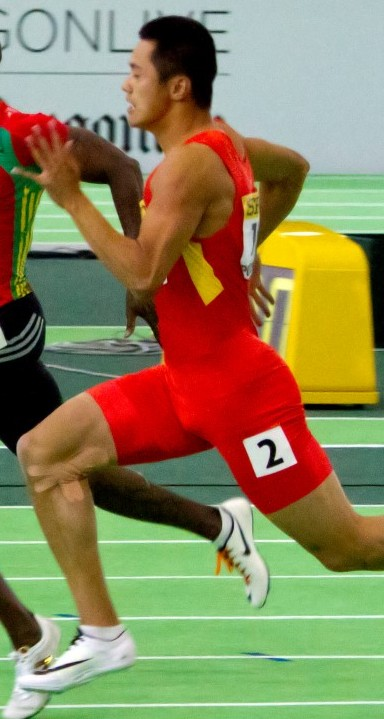
Xie Zhenye – ausgeschieden als Sechster des vierten Vorlaufs

7. August 2012, 12:14 Uhr

Wind: ±0,0 m/s
| Platz | Name                | Nation              | Zeit (s) |
| ----- | ------------------- | ------------------- | -------- |
| 1     | Yohan Blake         | Jamaika             | 20,38    |
| 2     | Bruno de Barros     | Brasilien           | 20,52    |
| 3     | Jaysuma Saidy Ndure | Norwegen            | 20,52    |
| 4     | Serhij Smelyk       | Ukraine             | 20,65    |
| 5     | Paul Hession        | Irland              | 20,69    |
| 6     | Xie Zhenye          | Volksrepublik China | 20,69    |
| 7     | Mosito Lehata       | Lesotho             | 20,74    |

### Vorlauf 5

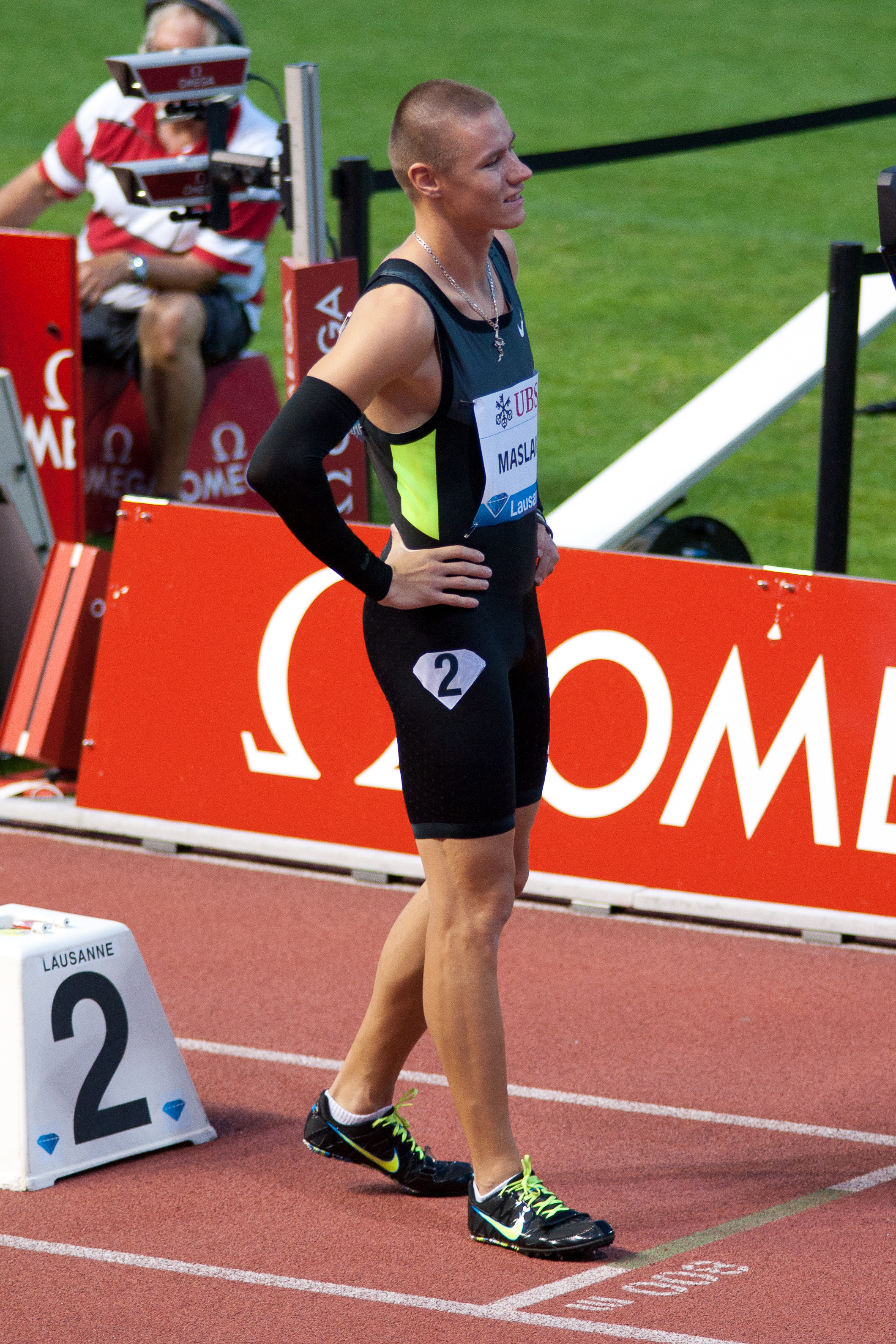
Pavel Maslák – ausgeschieden als Vierter des fünften Vorlaufs
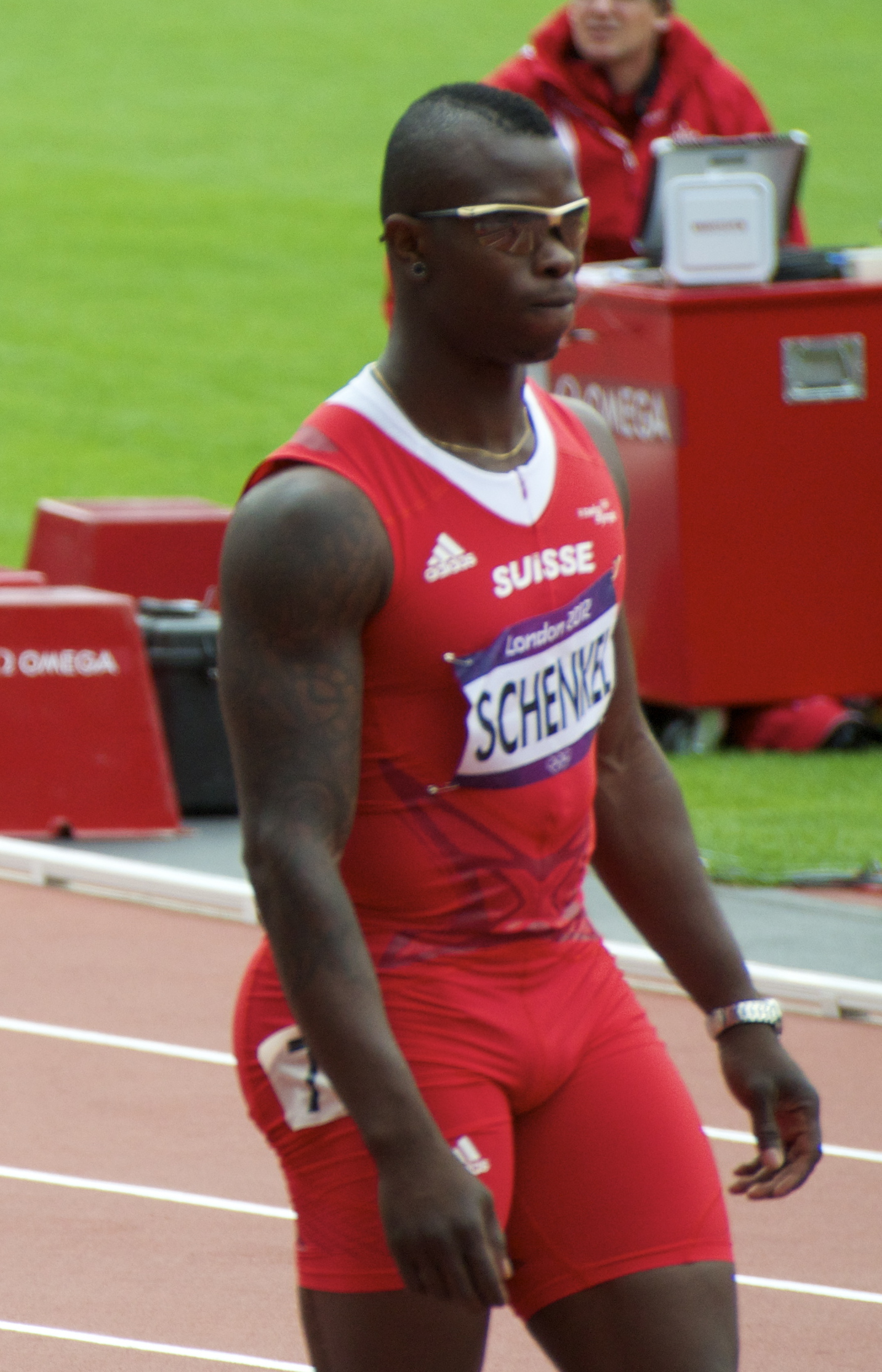
Reto Schenkel – ausgeschieden als Siebter des fünften Vorlaufs
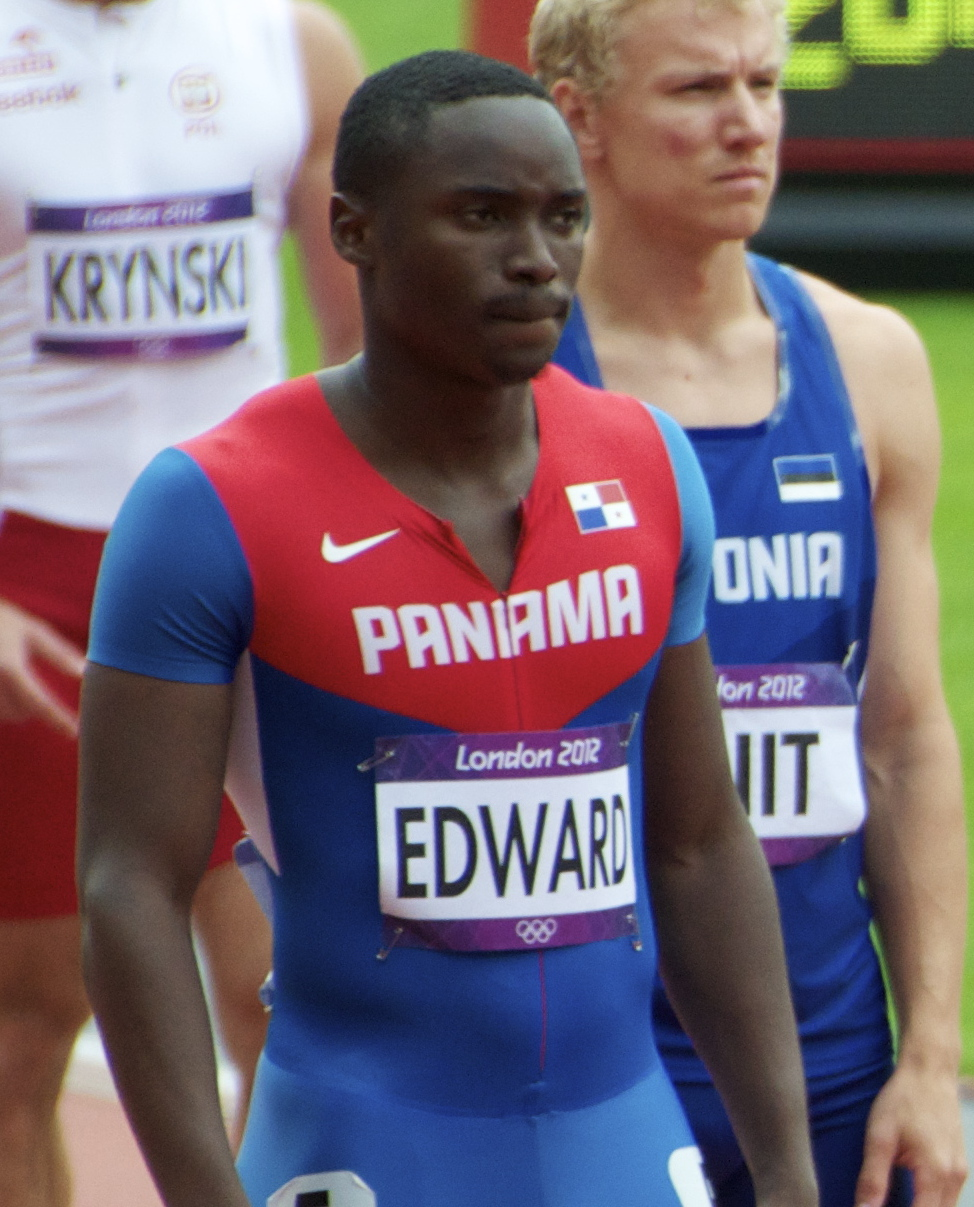
Alonso Edward – ausgeschieden wegen Fehlstarts im fünften Vorlauf

7. August 2012, 12:22 Uhr

Wind: −0,4 m/s
| Platz | Name            | Nation              | Zeit (s) | Anmerkung                    |
| ----- | --------------- | ------------------- | -------- | ---------------------------- |
| 1     | Warren Weir     | Jamaika             | 20,29    |                              |
| 2     | Antoine Adams   | St. Kitts und Nevis | 20,59    |                              |
| 3     | Kamil Kryński   | Polen               | 20,66    |                              |
| 4     | Pavel Maslák    | Tschechien          | 20,67    |                              |
| 5     | Tremaine Harris | Kanada              | 20,70    |                              |
| 6     | Marek Niit      | Estland             | 20,82    |                              |
| 7     | Reto Schenkel   | Schweiz             | 20,98    |                              |
| DSQ   | Alonso Edward   | Panama              |          | IAAF Regel 162.7 – Fehlstart |

### Vorlauf 6

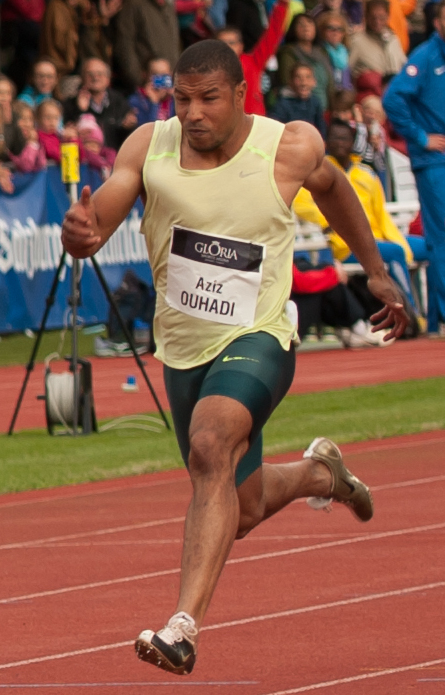
Aziz Ouhadi – ausgeschieden als Sechster des sechsten Vorlaufs
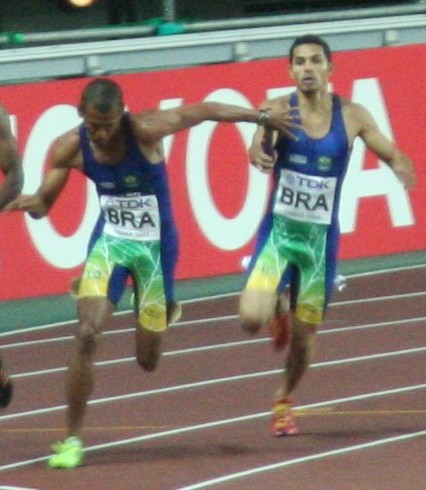
Sandro Viana (links) – ausgeschieden als Siebter des sechsten Vorlaufs

7. August 2012, 12:30 Uhr

Wind: +0,7 m/s
| Platz | Name              | Nation              | Zeit (s) | Anmerkung |
| ----- | ----------------- | ------------------- | -------- | --------- |
| 1     | Álex Quiñónez     | Ecuador             | 20,28    | NR        |
| 2     | Wallace Spearmon  | USA                 | 20,47    |           |
| 3     | Shinji Takahira   | Japan               | 20,57    |           |
| 4     | Brendan Christian | Antigua und Barbuda | 20,63    |           |
| 5     | Jonathan Åstrand  | Finnland            | 20,73    |           |
| 6     | Aziz Ouhadi       | Marokko             | 20,80    |           |
| 7     | Sandro Viana      | Brasilien           | 21,05    |           |
| DNS   | Ben Youssef Meïté | Elfenbeinküste      |          |           |

### Vorlauf 7

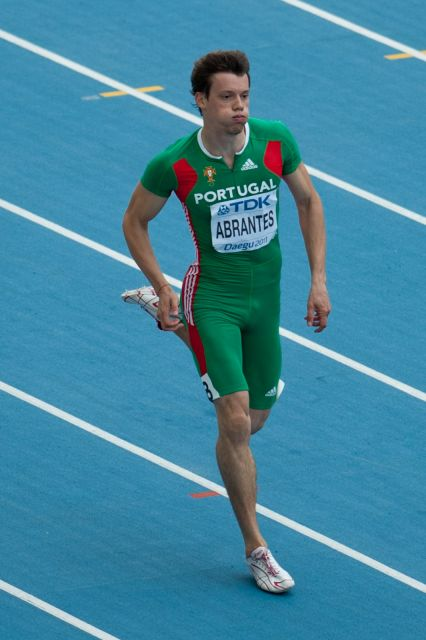
Arnaldo Abrantes – ausgeschieden als Fünfter des siebten Vorlaufs
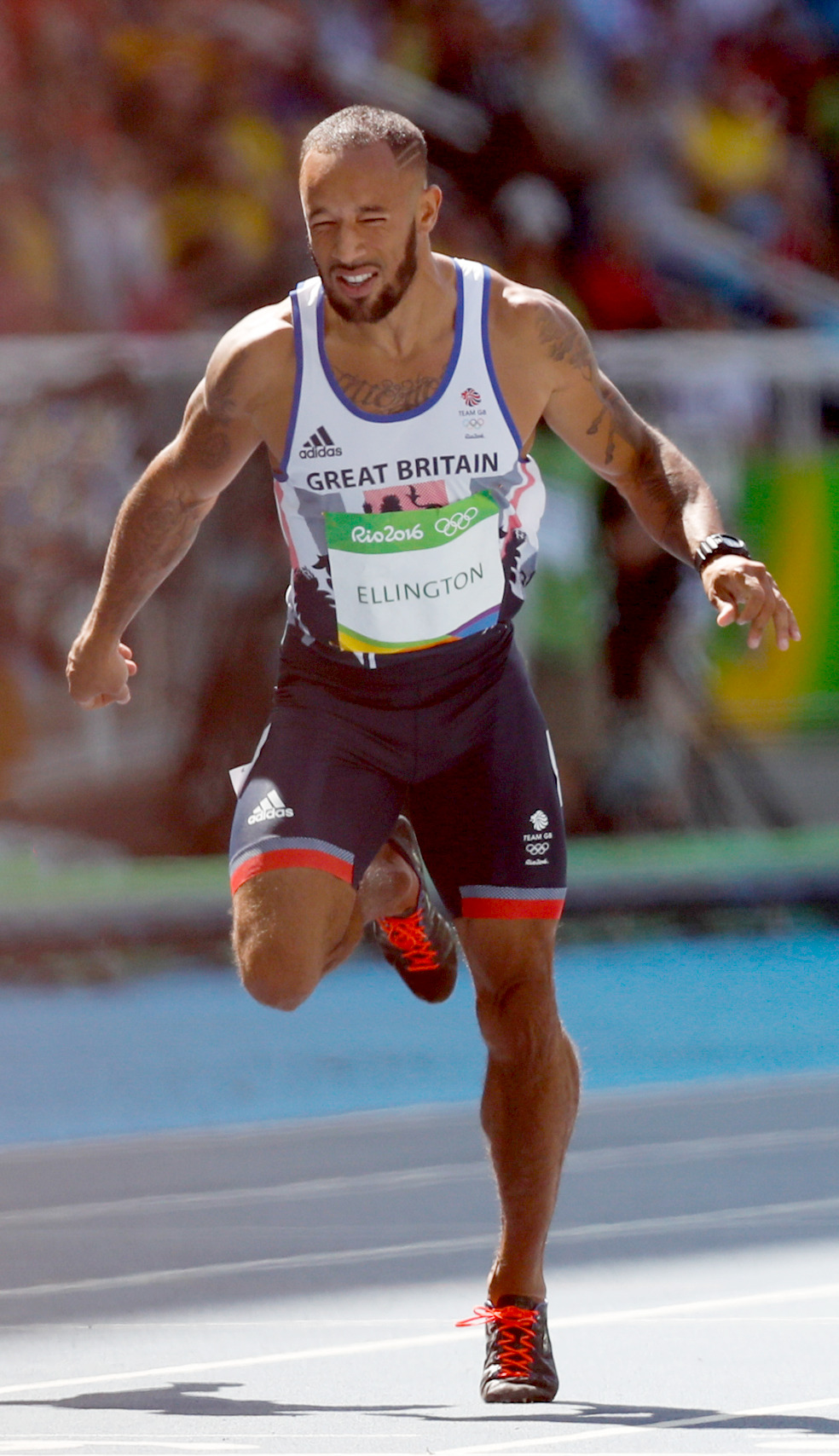
James Ellington – ausgeschieden als Sechster des siebten Vorlaufs

7. August 2012, 12:38 Uhr

Wind: +0,8 m/s
| Platz | Name                      | Nation         | Zeit (s) |
| ----- | ------------------------- | -------------- | -------- |
| 1     | Churandy Martina          | Niederlande    | 20,58    |
| 2     | Kei Takase                | Japan          | 20,72    |
| 3     | Jared Connaughton         | Kanada         | 20,72    |
| 4     | Amr Ibrahim Mostafa Seoud | Ägypten        | 20,81    |
| 5     | Arnaldo Abrantes          | Portugal       | 20,88    |
| 6     | James Ellington           | Großbritannien | 21,23    |
| 7     | Trevorvano Mackey         | Bahamas        | 21,28    |
| 8     | Jean-Yves Esparon         | Seychellen     | 21,99    |

## Halbfinale
Es wurden drei Halbfinalläufe durchgeführt. Für das Finale qualifizierten sich pro Lauf die ersten zwei Athleten (hellblau unterlegt). Darüber hinaus kamen die zwei Zeitschnellsten, die sogenannten Lucky Loser (hellgrün unterlegt), weiter.
Mit 20,37 s konnte sich in Lauf zwei Álex Quiñónez mit der langsamsten Zeit qualifizieren. Die schnellste Halbfinalzeit lief mit 20,01 s Yohan Blake in Lauf eins.

### Lauf 1
8. August 2012, 20:10 Uhr

Wind: −0,5 m/s
| Platz | Name                        | Nation       | Zeit (s) |
| ----- | --------------------------- | ------------ | -------- |
| 1     | Yohan Blake                 | Jamaika      | 20,01    |
| 2     | Wallace Spearmon            | USA          | 20,02    |
| 3     | Christophe Lemaitre         | Frankreich   | 20,03    |
| 4     | Jaysuma Saidy Ndure         | Norwegen     | 20,42    |
| 5     | Lykourgos-Stefanos Tsakonas | Griechenland | 20,52    |
| 6     | Bruno de Barros             | Brasilien    | 20,55    |
| 7     | Jared Connaughton           | Kanada       | 20,64    |
| 8     | Kei Takase                  | Japan        | 20,70    |

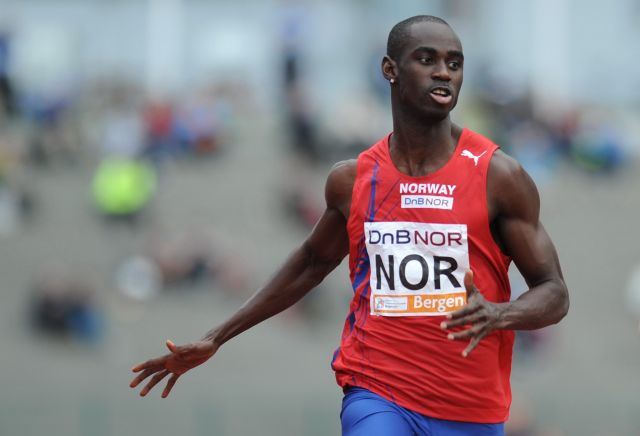
Jaysuma Saidy Ndure – ausgeschieden als Vierter des ersten Halbfinals

Weitere im ersten Halbfinale ausgeschiedene Sprinter:

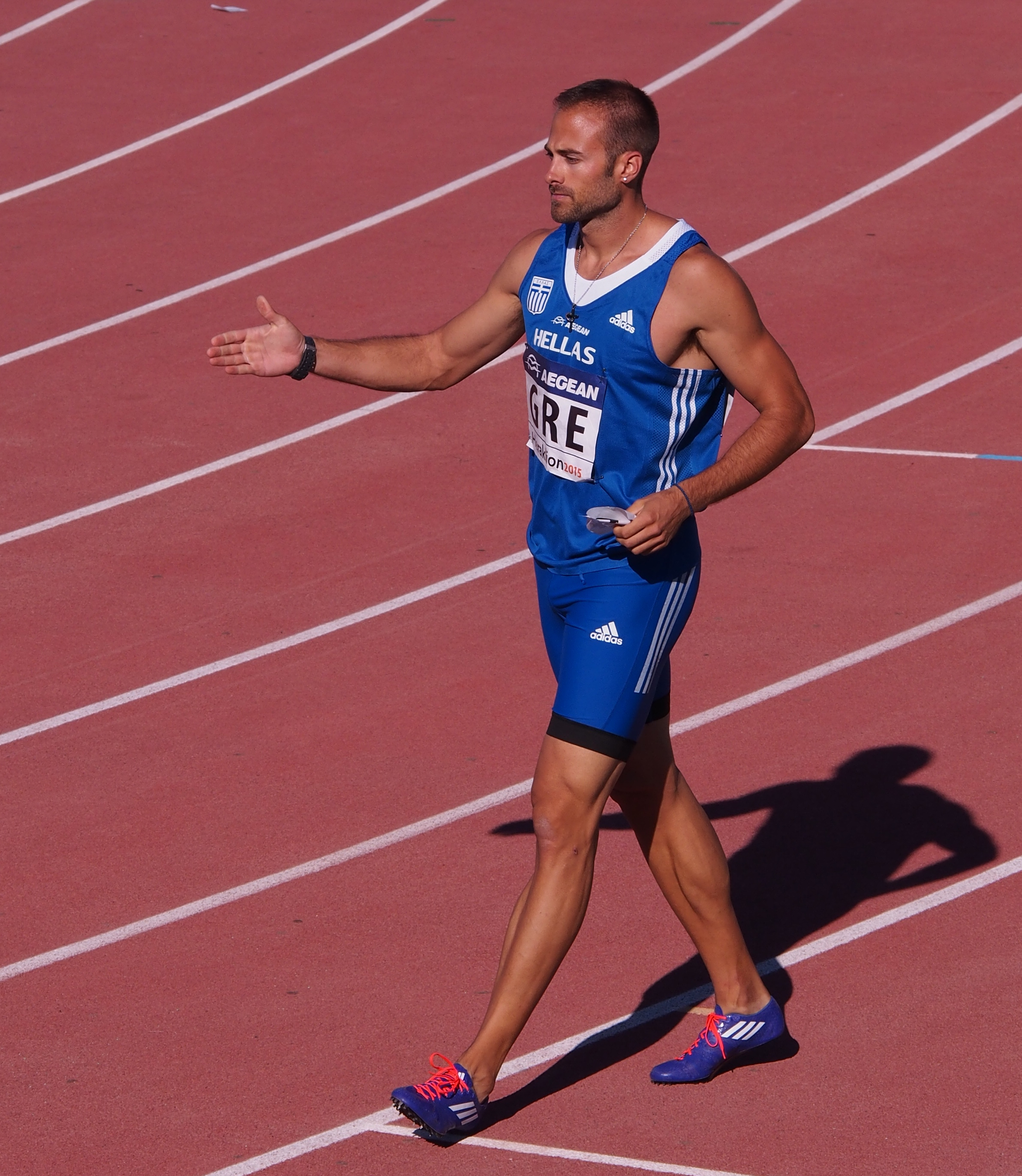
Lykourgos-Stefanos Tsakonas – Rang fünf
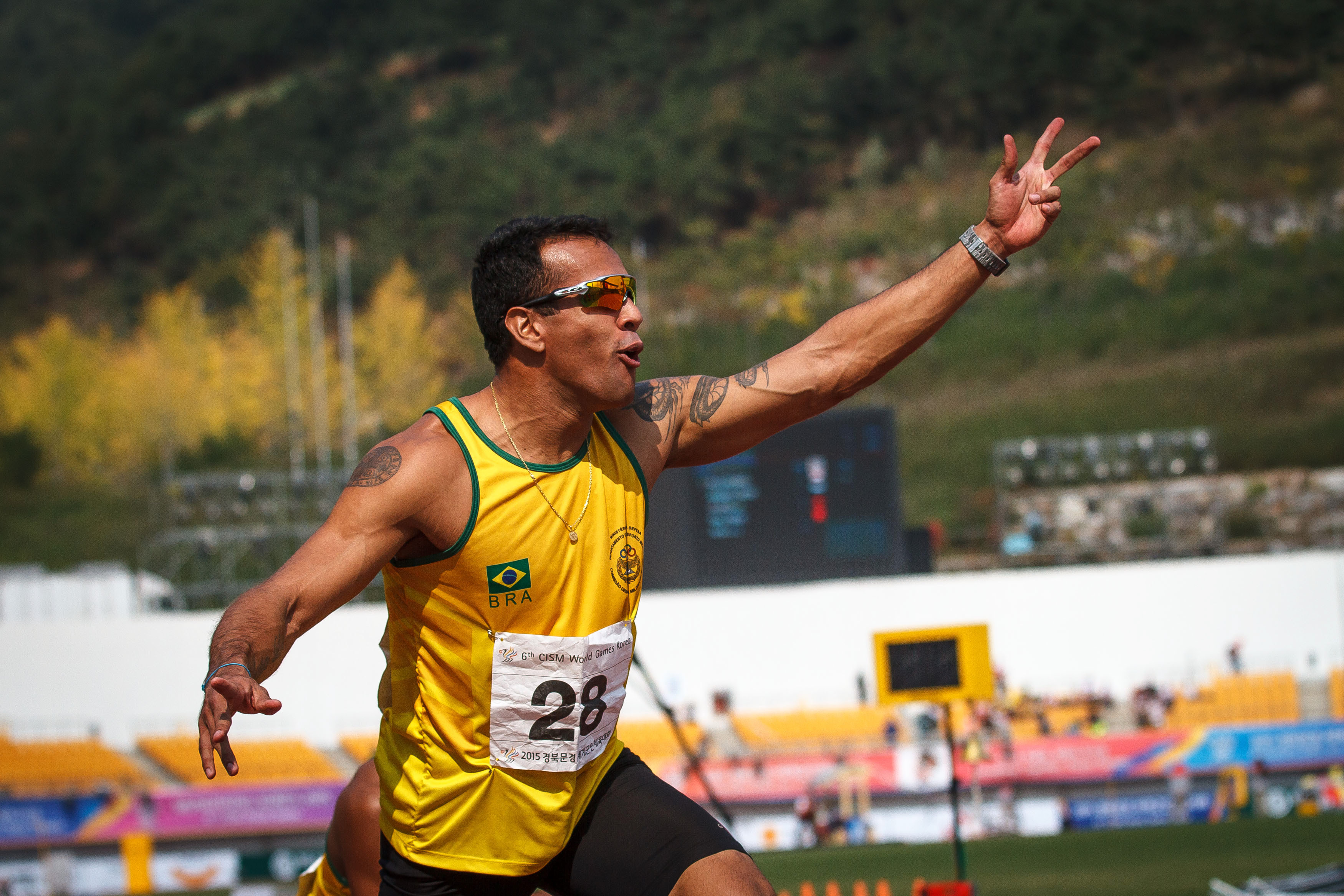
Bruno de Barros – Rang sechs
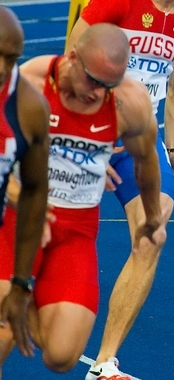
Jared Connaughton – Rang sieben
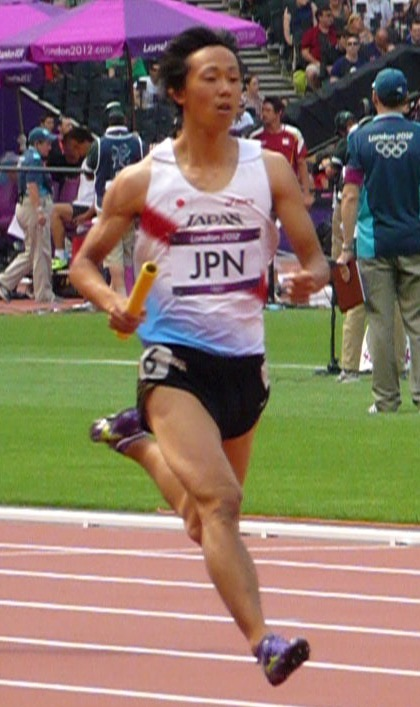
Kei Takase – Rang acht

### Lauf 2
8. August 2012, 20:18 Uhr

Wind: −0,6 m/s
| Platz | Name                    | Nation    | Zeit (s) |
| ----- | ----------------------- | --------- | -------- |
| 1     | Usain Bolt              | Jamaika   | 20,18    |
| 2     | Anaso Jobodwana         | Südafrika | 20,27    |
| 3     | Álex Quiñónez           | Ecuador   | 20,37    |
| 4     | Aaron Brown             | Kanada    | 20,42    |
| 5     | Aldemir da Silva Júnior | Brasilien | 20,63    |
| 6     | Kamil Kryński           | Polen     | 20,83    |
| 7     | Alex Wilson             | Schweiz   | 20,85    |
| 8     | Isiah Young             | USA       | 20,89    |

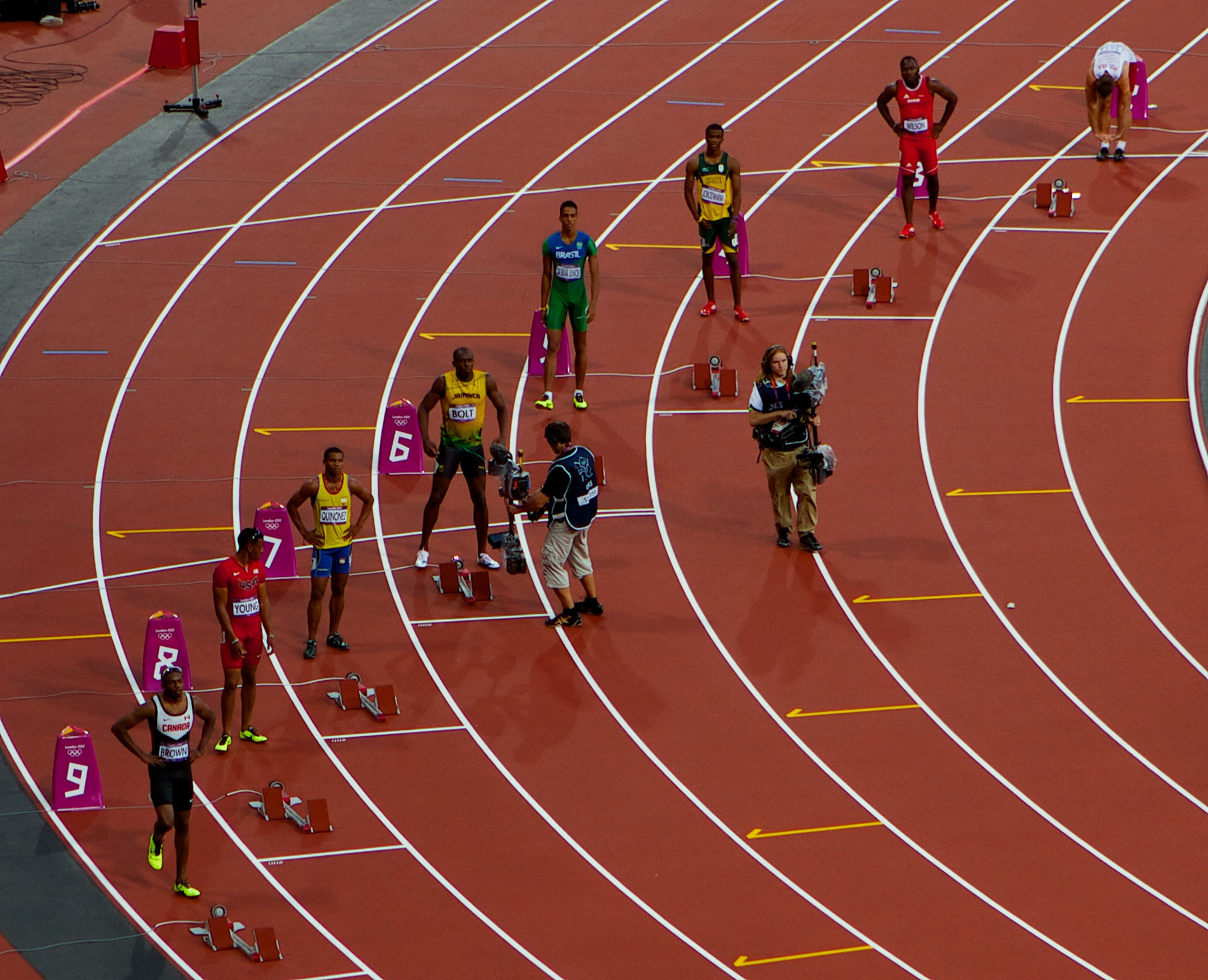
Vor dem Start des zweiten Halbfinals

Im zweiten Halbfinale ausgeschiedene Sprinter:

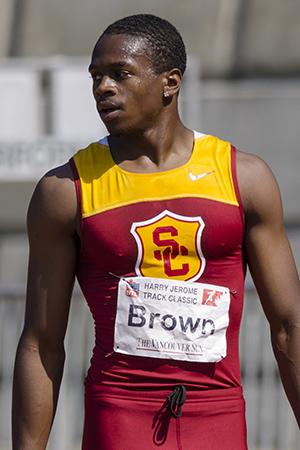
Aaron Brown – Rang vier
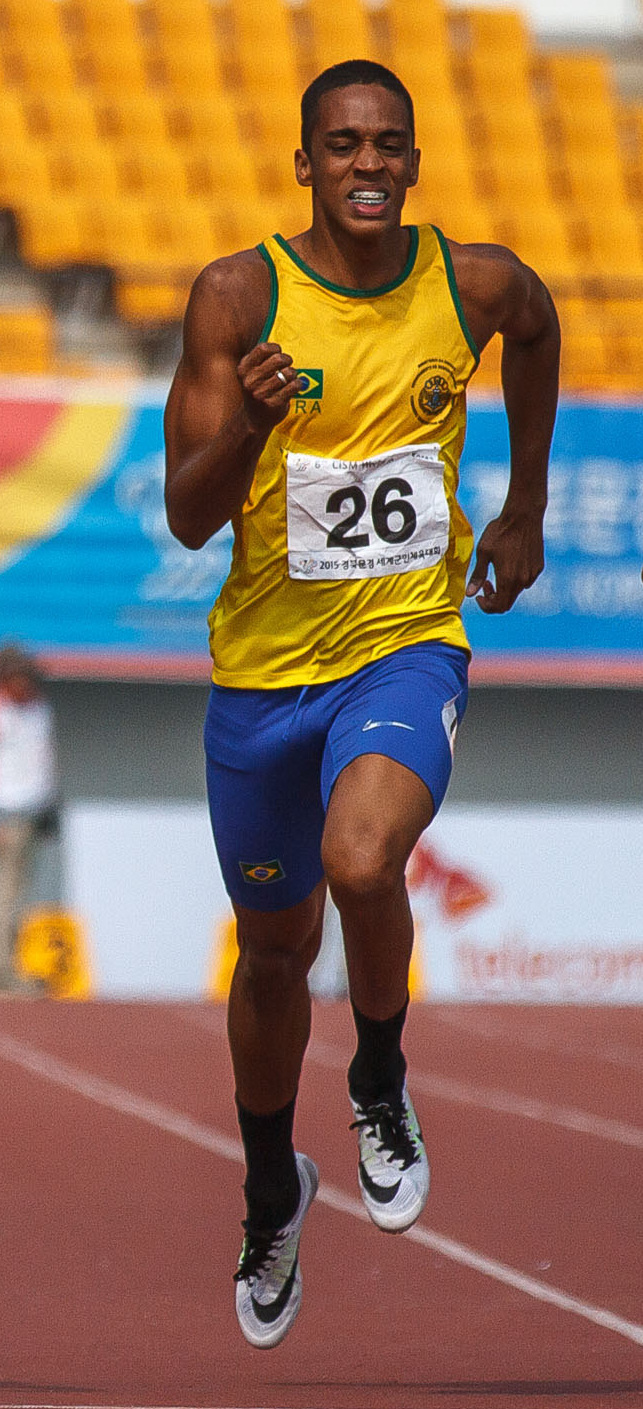
Aldemir da Silva Júnior – Rang fünf
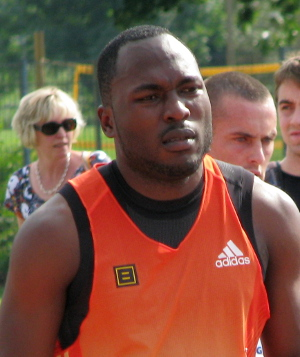
Alex Wilson – Rang sieben
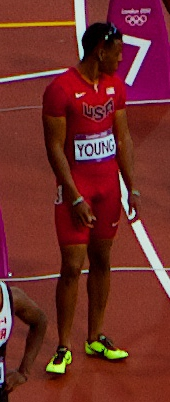
Isiah Young – Rang acht

### Lauf 3
8. August 2012, 20:26 Uhr

Wind: −0,4 m/s
| Platz | Name              | Nation              | Zeit (s)                    | Anmerkung                          |
| ----- | ----------------- | ------------------- | --------------------------- | ---------------------------------- |
| 1     | Churandy Martina  | Niederlande         | 20,17                       |                                    |
| 2     | Warren Weir       | Jamaika             | 20,28                       |                                    |
| 3     | Christian Malcolm | Großbritannien      | 20,51                       |                                    |
| 4     | Maurice Mitchell  | USA                 | 20,56                       |                                    |
| 5     | Brendan Christian | Antigua und Barbuda | 20,58                       |                                    |
| 6     | Shinji Takahira   | Japan               | 20,77                       |                                    |
| DSQ   | Antoine Adams     | St. Kitts und Nevis |                             | IAAF Regel 163.3a – Bahnübertreten |
| DSQ   | Michael Mathieu   | Bahamas             | IAAF Rule 162.7 – Fehlstart |                                    |

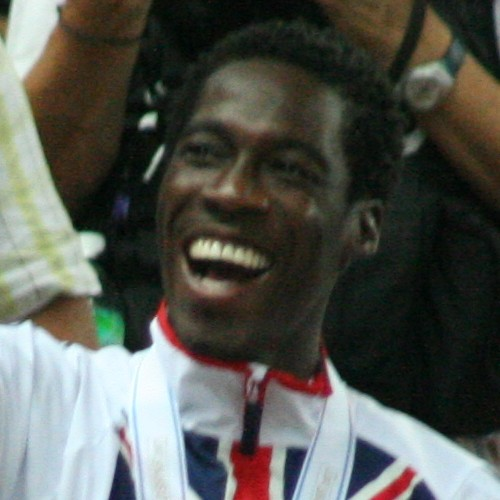
Christian Malcolm – ausgeschieden als Dritter des dritten Halbfinals

Weitere im dritten Halbfinale ausgeschiedene Sprinter:

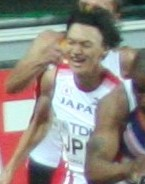
Shinji Takahira – Rang sechs
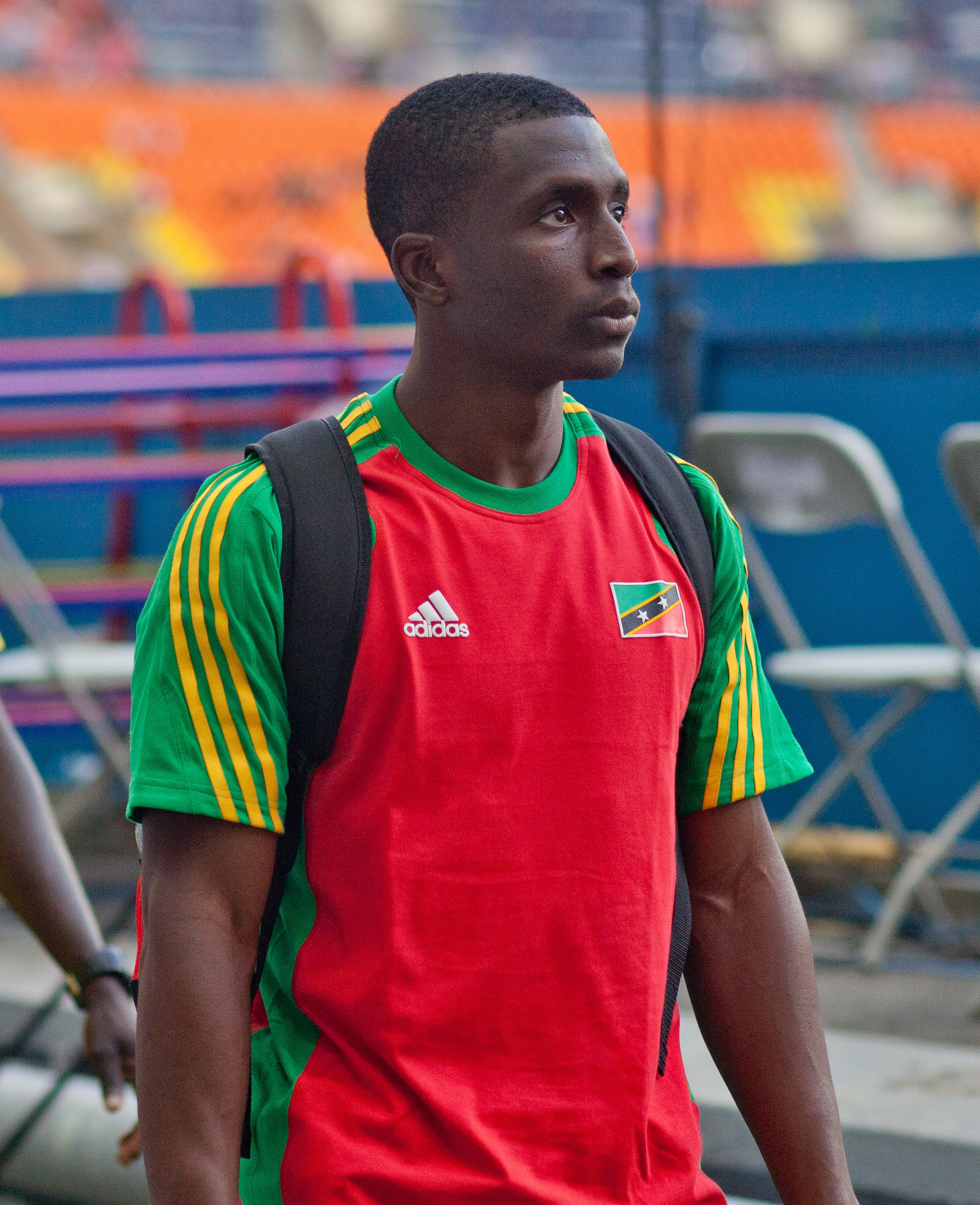
Antoine Adams – Fehlstart
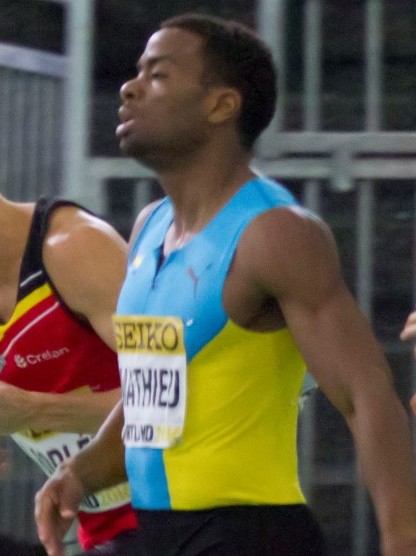
Michael Mathieu – Fehlstart

## Finale

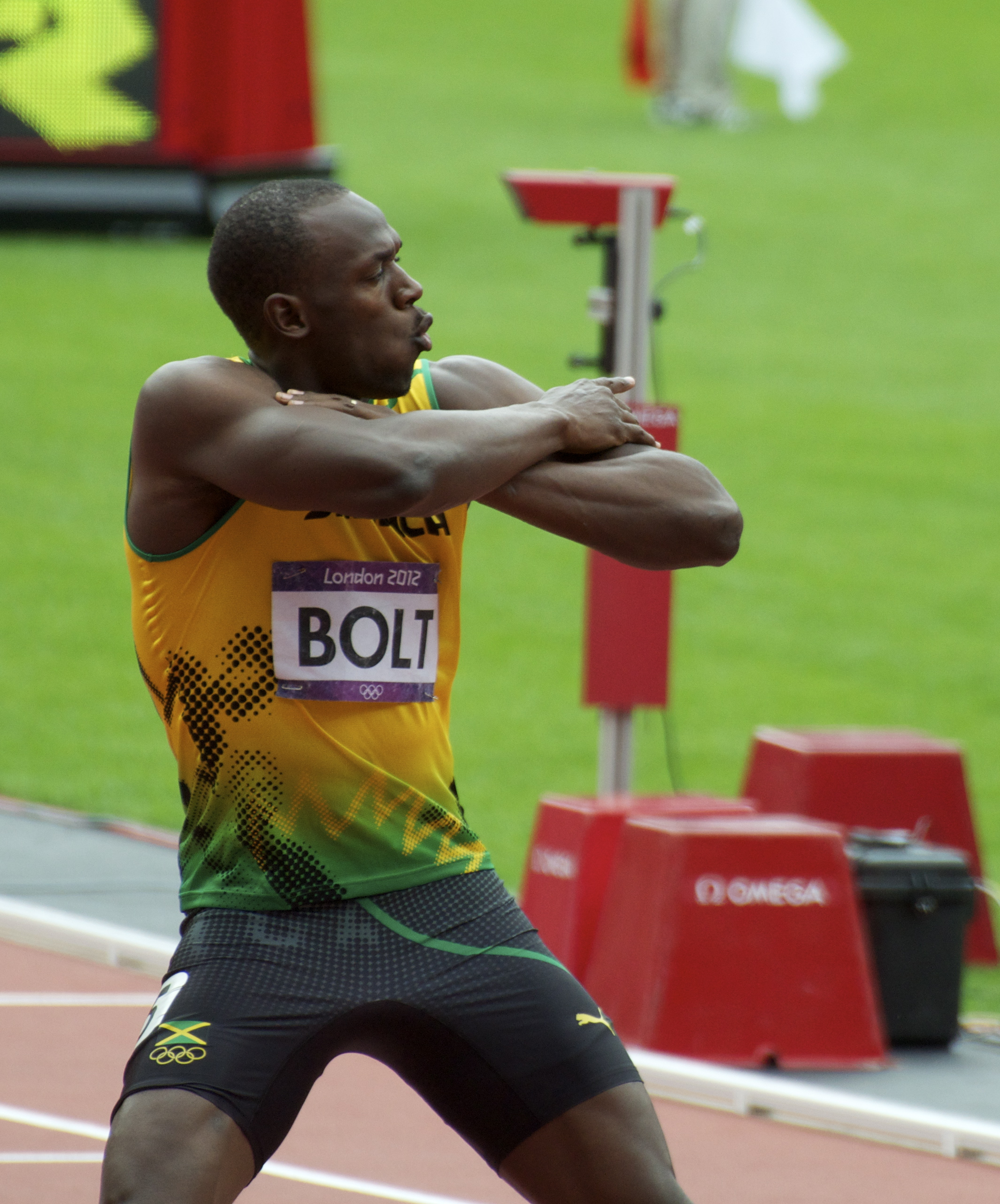
Olympiasieger Usain Bolt mit Siegespose

9. August 2012, 20:55 Uhr
Wind: +0,4 m/s
| Platz | Name                | Nation      | Zeit (s) |
| ----- | ------------------- | ----------- | -------- |
| 1     | Usain Bolt          | Jamaika     | 19,32    |
| 2     | Yohan Blake         | Jamaika     | 19,44    |
| 3     | Warren Weir         | Jamaika     | 19,84    |
| 4     | Wallace Spearmon    | USA         | 19,90    |
| 5     | Churandy Martina    | Niederlande | 20,00    |
| 6     | Christophe Lemaitre | Frankreich  | 20,19    |
| 7     | Álex Quiñónez       | Ecuador     | 20,57    |
| 8     | Anaso Jobodwana     | Südafrika   | 20,69    |

Für das Finale hatten sich alle drei Jamaikaner qualifiziert. Komplettiert wurde das Starterfeld durch je einen Athleten aus Ecuador, Frankreich, den Niederlanden, Südafrika und den USA.
Der Olympiasieger von 2008 Usain Bolt galt als haushoher Favorit auf dieser Strecke, obwohl er bei den jamaikanischen Olympiaausscheidungen von Yohan Blake besiegt worden war. Bolt gewann in 19,32 s, und als erstem Sportler überhaupt gelang ihm vier Tage nach seinem Sieg über 100 Meter die Wiederholung des olympischen Doubles (Siege über 100- und 200 Meter). Für Bolt war es die insgesamt fünfte olympische Goldmedaille.
Yohan Blake und Warren Weir komplettierten den jamaikanischen Dreifachtriumph. Über 200 Meter erreichten nur 1904, 1932 und 1952 jeweils US-Athleten einen Dreifacherfolg in dieser Disziplin.
Mit 19,44 s lief Blake die schnellste jemals gelaufene Zeit, die nicht zum Sieg reichte. Blake, der auch über 100 Meter die Silbermedaille gewonnen hatte, ist nach dem US-Amerikaner Nate Cartmell (1904) und Frank Fredericks aus Namibia (1992/1996) der dritte Athlet, der bei denselben Olympischen Spielen Silber über 100 und 200 Meter gewann.
Erst zum dritten Mal nach 1980 (als die USA die Spiele boykottierten) und 2000 gab es keine Medaillen für einen US-Athleten in dieser Disziplin bei Olympischen Spielen.

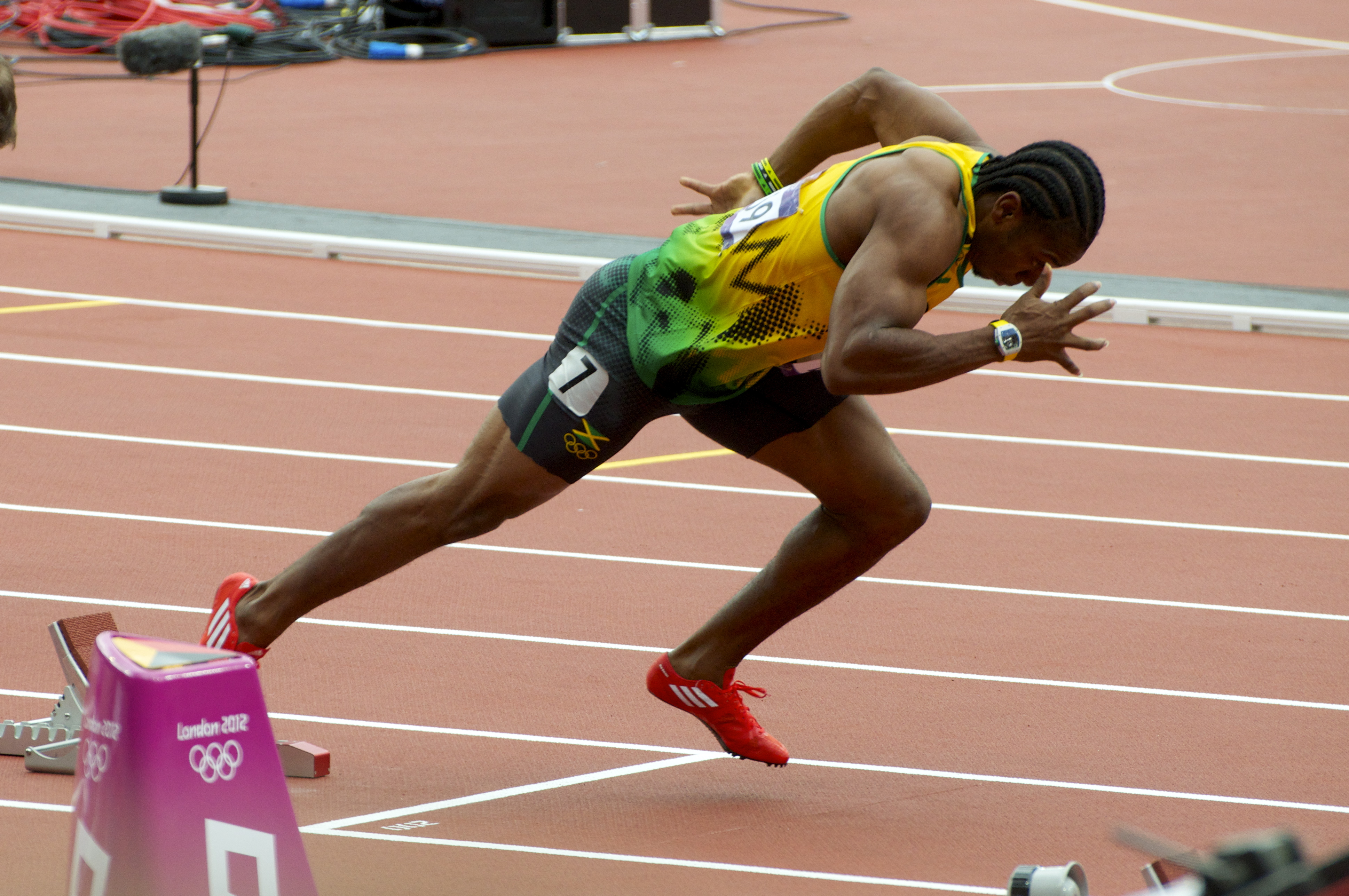
Silbermedaille: Yohan Blake
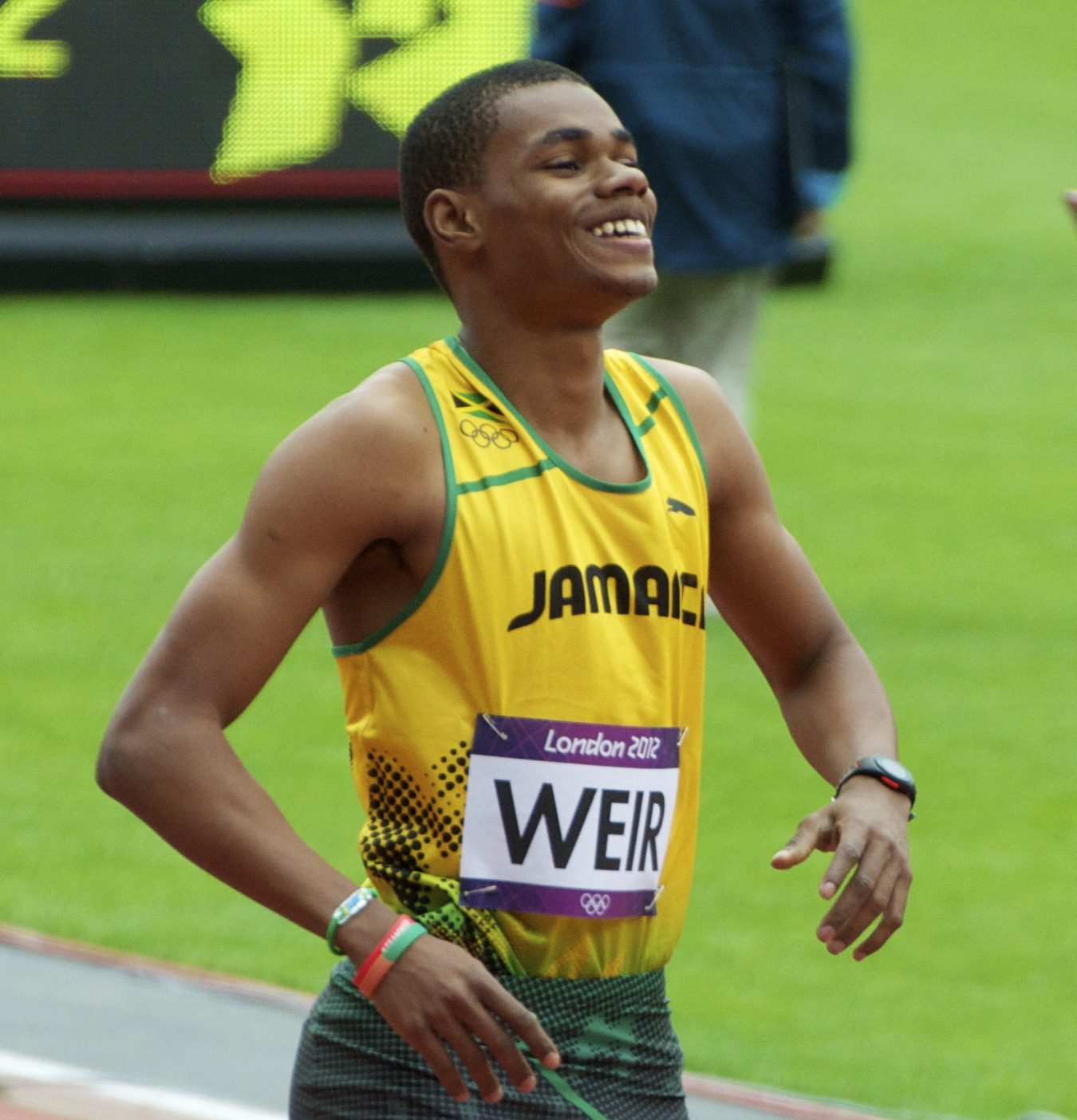
Bronzemedaille: Warren Weir
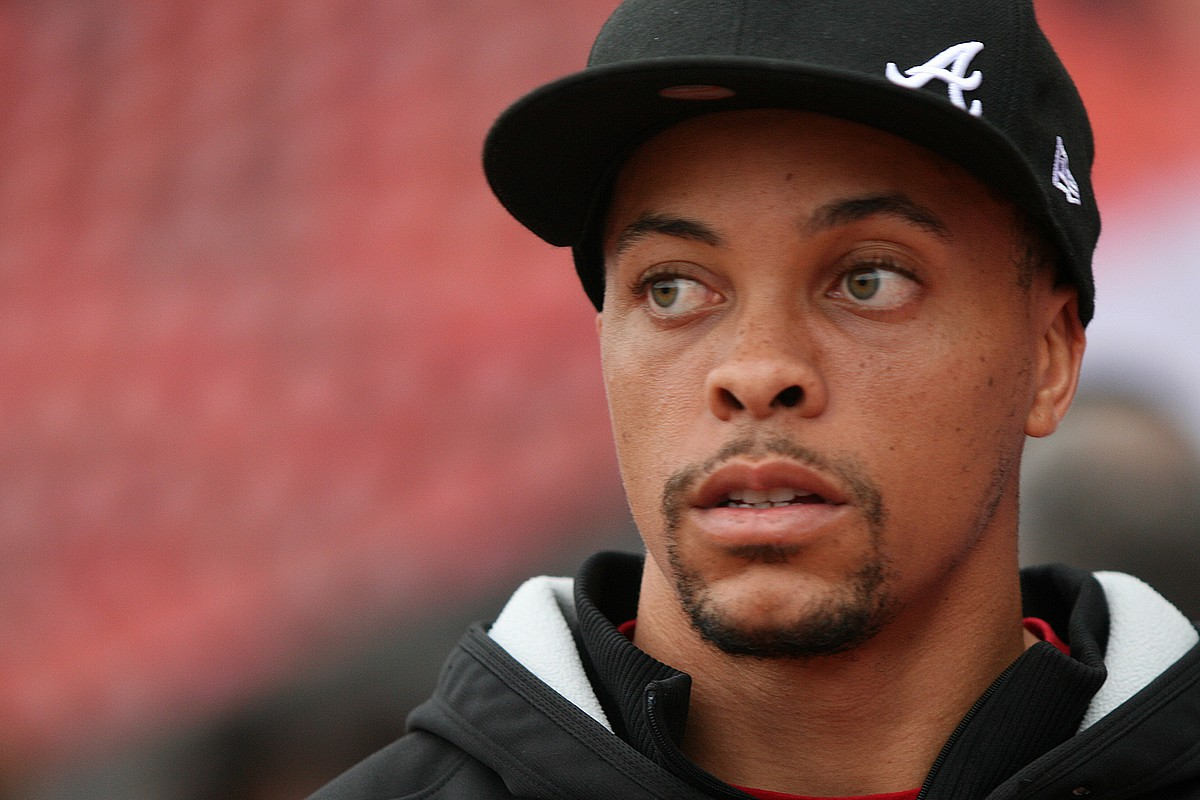
Wallace Spearmon belegte Rang vier

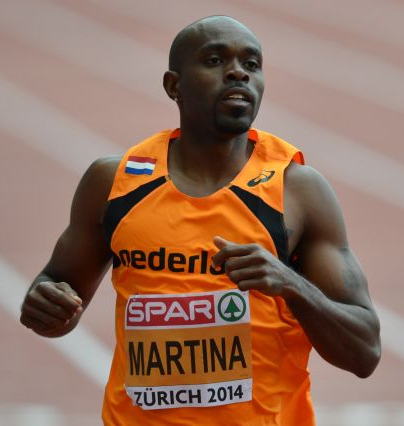
Platz fünf für Churandy Martina
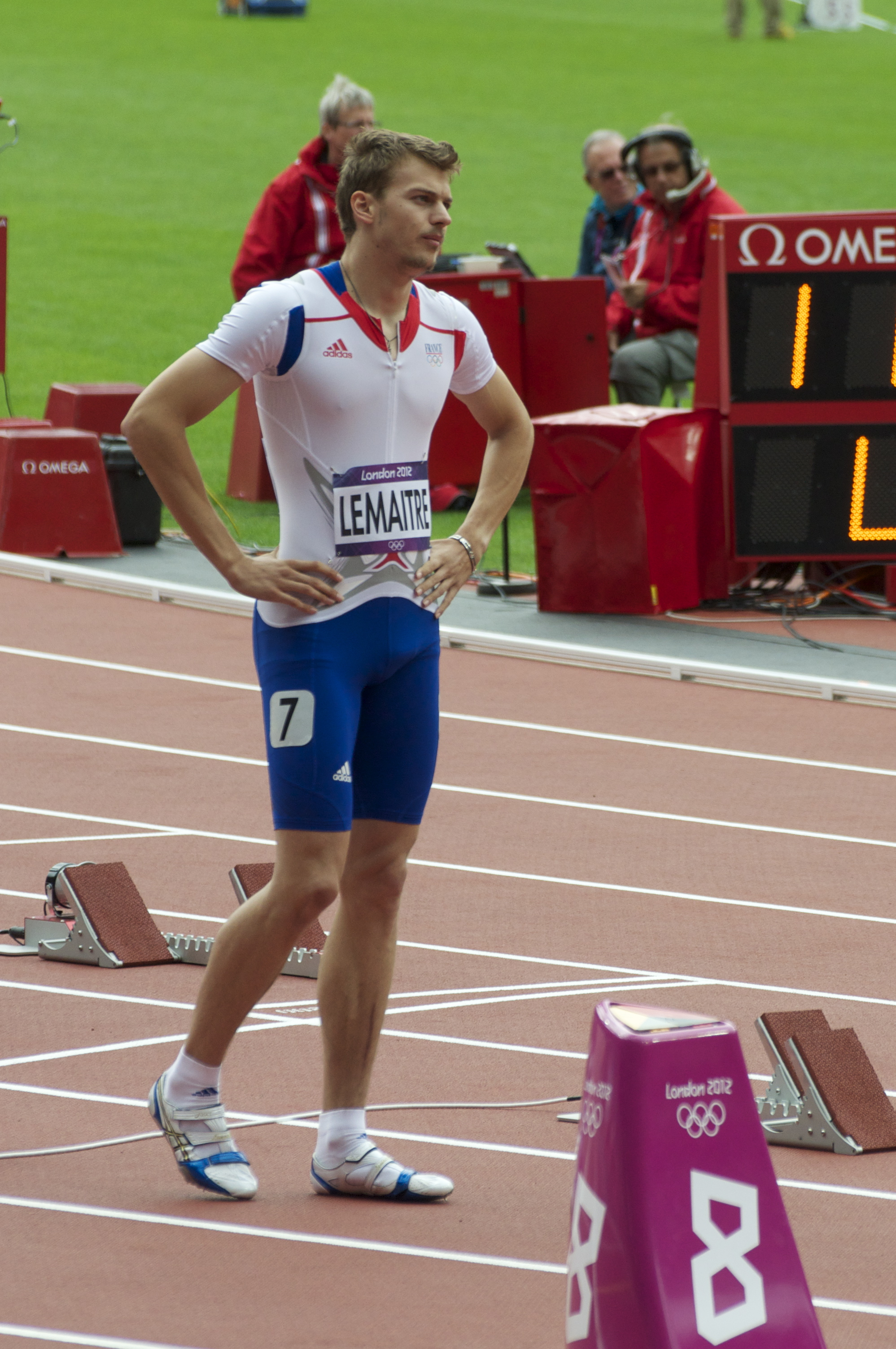
Christophe Lemaitre wurde Olympiasechster
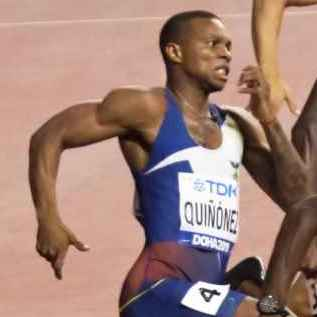
Der siebtplatzierte Álex Quiñónez
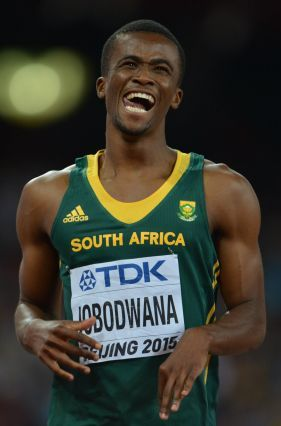
Anaso Jobodwana erreichte Rang acht

## Videolinks
- Bolt races in Men's 200m Round 1 - London 2012 Olympics, youtube.com, abgerufen am 22. März 2022
- Usain Bolt Qualifies For Men's 200m Final (3 Heats) - London 2012 Olympics, youtube.com, abgerufen am 22. März 2022
- Usain Bolt Wins 200m Final, London 2012 Olympic Games, youtube.com, abgerufen am 22. März 2022